# Acropora multiacuta
Acropora multiacuta är en korallart som först beskrevs av Nemenzo 1967.  Acropora multiacuta ingår i släktet Acropora och familjen Acroporidae. IUCN kategoriserar arten globalt som sårbar. Inga underarter finns listade i Catalogue of Life.